# Vriesea ochracea
Vriesea ochracea là một loài thực vật có hoa trong họ Bromeliaceae. Loài này được Rauh & E.Gross miêu tả khoa học đầu tiên năm 1987.